# Kirsten Walther
Kirsten Walther, född 31 augusti 1933 i Köpenhamn, död 19 februari 1987, var en dansk skådespelare. Hon var gift med regissören Palle Wolfsberg.
Hon var allra mest känd för sin roll som den rättframme men något verklighetsfrånvände Yvonne Jensen i de tretton danska filmer som gjorde om Olsen-banden 1969-1981. Där var hon ligamedlemmen Kjelds fru, som i svenska Jönssonligan motsvaras av karaktären Doris. Hennes andra kända roll var som Karla i TV-serien Huset på Christianshavn under åren 1970-1977.
Walther avled hastigt 53 år gammal efter att ha drabbats av hjärtstopp.

## Filmografi i urval
- 1963 – Självmordsskolan
- 1968 – Olsen-banden
- 1970 – Det är natt för fru Knudsen
- 1970–1977 – Huset på Christianshavn (TV-serie)
- 1971 – Olsen-banden i Jylland
- 1972 – Olsenbandets stora kupp
- 1973 – Olsenbanden slår till
- 1974 – Olsen-bandens sidste bedrifter
- 1975 – Flera trosor i lumpen
- 1975 – Storsvindlarligan
- 1975 – Olsen-banden på sporet
- 1976 – Dynamitgubbarna
- 1976 – Spøgelsetoget
- 1976 – Familien Gyldenkål sprænger banken
- 1977 – Alla tiders betjänt
- 1978 – Olsen-banden går i krig
- 1979 – Olsen-banden overgiver sig aldrig
- 1979 – En kärleks sommar
- 1981 – Olsen-bandens flugt over plankeværket
- 1981 – Olsen-banden over alle bjerge

### Fotnoter
1. ↑  ”Kirsten Walther”. Svensk Filmdataba. http://sfi.se/sv/svensk-filmdatabas/Item/?type=PERSON&itemid=72083&iv=OVERVIEW. Läst 9 augusti 2012.
2. ↑  https://danskefilm.dk/skuespiller.php?id=580
3. ↑  Det Danske Filminstitut Kirsten Walther 1933-1987, läst 2014-07-30.
4. ↑  https://www.dagens.dk/nyheder/mysteriet-om-kirsten-walther-derfor-doede-hun-saa-ung